# 2832 Lada
2832 Lada è un asteroide della fascia principale. Scoperto nel 1975, presenta un'orbita caratterizzata da un semiasse maggiore pari a 2,4765499 UA e da un'eccentricità di 0,0865884, inclinata di 4,16727° rispetto all'eclittica.